# Josef Lohner
Josef Lohner (* unbekannt; † 9. April 1937) war ein deutscher Motorradrennfahrer.
Josef Lohner bestritt in den 1930er-Jahren Gespann-Rennen. Er gewann unter anderem die deutschen Meisterschaftsläufe im Rahmen des Hamburger Stadtparkrennens 1934 auf Rudge und des Marienberger Dreieckrennens 1935 auf NSU jeweils in der 600-cm³-Klasse.
Lohner verunglückte am 9. April 1937 im Training zum Eilenriederennen in Hannover schwer und erlag kurze Zeit später seinen Verletzungen.
Die vermehrten schweren Seitenwagenunfälle der Jahre 1936 und 1937 – neben Josef Lohner verunglückten beispielsweise auch Toni Babl, Albert Schneider, Hans Schneider und Karl Braun tödlich – veranlassten das Nationalsozialistische Kraftfahrkorps als oberste Motorsportbehörde Deutschlands dazu, für 1938 alle Gespannrennen zu verbieten. Auf einigen Rennstrecken wie der Solitude, dem Schleizer Dreieck und am Feldberg wurde der Rennbetrieb sogar ganz eingestellt. Erst nach dem Zweiten Weltkrieg wurden Seitenwagenrennen wieder erlaubt.

## Rennsiege
| Jahr | Klasse             | Maschine | Beifahrer | Rennen                     | Strecke              |
| ---- | ------------------ | -------- | --------- | -------------------------- | -------------------- |
| 1934 | Gespanne (600 cm³) | Rudge    | unbekannt | Hamburger Stadtparkrennen  | Hamburger Stadtpark  |
| 1935 | Gespanne (600 cm³) | NSU      | unbekannt | Marienberger Dreieckrennen | Marienberger Dreieck |